# Megamonodontium mccluskyi
Megamonodontium mccluskyi — викопний вид павуків сучасної родини Barychelidae, що існував в Австралії у міоцені (16-11 млн років тому).

## Назва
Назва роду Megamonodontium складається з двох частин: префікса «mega», який означає «велетенський», та «monodontium», що вказує на близькість до сучасного роду Monodontium. Вид mccluskyi названо на честь Саймона МакКласкі, який знайшов типовий екземпляр у червні 2020 року і передав його в палеонтологічну колекцію Австралійського музею. МакКласкі на волонтерських засадах допомагав у палеонтологічних розкопках.

## Рештки
Відбиток павука виявлений у родовищі скам'янілостей McGraths Flat за 25 км на північний схід від міста Галгонг у штаті Новий Південний Уельс на південному сході Австралії. Скам'янілість збереглася в дрібнозернистій гетитовій матриці з низьким вмістом кремнезему, яка була датована міоценом (11-16 млн.р.т.) на основі пилку та спор.

## Опис
Megamonodontium відрізняється від Tungari kenwayae тим, що перша нога довша за другу, а від усіх видів Zophorame — міцними ногами, відсутністю добре розвинених скопул та менш стрункими головою і черевцем. Megamonodontium відрізняється від свого ймовірного родича Monodontium тим, що форма панцира асиметрична навколо середньої точки, з найширшою точкою в задній третині. У Monodontium панцир асиметричний навколо середньої точки. Megamonodontium також приблизно в п'ять разів більший за відомих представників Monodontium (10 проти 2 мм).